# Zeche Sonnenblick
Die Zeche Sonnenblick ist ein ehemaliges Steinkohlebergwerk in Dortmund.
Die Zeche befand sich an einem Südhang des Dortmunder Rückens nördlich der Emscher auf dem Areal des Westfalenparks. Das Bergwerk wurde erstmals 1772 urkundlich erwähnt. Zwischen Emscher und der nördlichen Mergelgrenze wurden sieben Flöze abgebaut: Dickebank, Vierhandbank, Fünfhandbank, Sechshandbank, Siebenhandbank, Achthandbank, Magerhahn.
Das Bergwerk wurde im April 1813 stillgelegt. Am 25. Mai 1815 wurde der Abbaubetrieb zur neuen Zeche Friedrich Wilhelm konsolidiert.
Heute erinnert die Kleingartensiedlung Sonnenblick an die alte Zeche.